# Sahib
Sahib (arabiska: herre, mästare) var en titel med innebörden "herr" som användes för europeiska män i det koloniala Indien. Den kvinnliga motsvarigheten var sahiba eller memsahib ("mem saab"), genom tillägg av engelskans ma’am ("mēm"). Ordet används även som titel i bland annat Afghanistan och avser då en högutbildad eller mäktig person oavsett nationalitet. En guvernör kan således tituleras wali-sahib, en läkare duktur-sahib.